# Pančevo
Pančevo er en by i det nord-centrale Serbien, med et indbyggertal (pr. 2002) på cirka 77.000. Byen er hovedstad i Syd-Banat-distriktet, og ligger ved bredden af floden Timiş.
44°52′N 20°39′Ø / 44.867°N 20.650°Ø
- Wikimedia Commons har flere filer relateret til Pančevo